# Чула Мика (Хунедоара)
Чула Мика (рум. Ciula Mică) насеље је у Румунији у округу Хунедоара у општини Ракитова. Oпштина се налази на надморској висини од 415 m.

## Становништво
Према подацима из 2002. године у насељу је живело 182 становника, од којих су сви румунске националности.